# Wielka niedźwiedzica
Wielka niedźwiedzica (ang. Christmas on Bear Mountain) – komiks Carla Barksa, w którym po raz pierwszy pojawia się postać Sknerusa McKwacza (wydany w Kaczorze Donaldzie, numerze 2009-51/52).

## Streszczenie
Kaczor Donald jak zwykle nie ma pieniędzy na to, by razem z siostrzeńcami godnie spędzić Boże Narodzenie. Prawdziwą niespodzianką staje się więc dla niego telegram od jego wuja: proponuje on, by Donald razem z siostrzeńcami spędził święta w domku w górach, należącym do Sknerusa. Bohaterowie nie zdają sobie sprawy, że stary skąpiec chce przy okazji zabawić się ich kosztem, a zarazem przetestować odwagę Donalda. Tymczasem w okolicach chatki w górach śnieg zasypuje większość choinek, Donald musi więc „skorzystać”, z wielkiego, starego drzewa z dziuplą, które kaczor ustawia w domu, a siostrzeńcy dekorują je. Wieczorem w pobliżu pojawia się wujek Sknerus, planujący przebrać się za niedźwiedzia i przestraszyć swojego siostrzeńca. Kaczory nie wiedzą, że dziupla „choinki”, którą przyniósł Donald jest w rzeczywistości legowiskiem małego niedźwiedzia. Po zmroku wychodzi on z dziupli, a przerażone kaczki wybiegają z chatki. Na ratunek przychodzi tytułowa, „Wielka niedźwiedzica”, która razem ze swoim młodym zapada w domku w sen. Donald musi ją związać, jednak stojąc nad nią mdleje i upada na nią. Po chwili pojawia się Sknerus przebrany za niedźwiedzia, który myśli, że jego siostrzeniec jest taki odważny, że śpi ramię w ramię z niedźwiedziem. Zadowolony z „odwagi” Donalda zaprasza wszystkich bohaterów na obiad do swojej posiadłości.